# Jorge Glusberg
Jorge Glusberg (Buenos Aires, 23 de septiembre de 1932 - 2 de febrero de 2012) fue un ensayista, antólogo y promotor cultural argentino.
Fundó el CAyC (Centro de Arte y Comunicación) de Buenos Aires. El CAyC fue un proyecto experimental interdisciplinario que exploró la relación entre arte, tecnología y sociedad. Buscaba articular una red de discusiones y producciones de un nuevo estilo de artista latinoamericano, profundamente influenciado por la ciencia, la tecnología y la sociedad. Glusberg definió dicha práctica como "Arte de Sistemas", que aparecía de tres maneras, a saber, como un sistema de representación colectiva; un sistema de significado que desafiaba las categorías formales; y un sistema de relaciones y procesos para la investigación social.
Entre sus exposiciones más memorables figuran: Arte y Cibernética, Arte de Sistemas en América Latina y los Encuentros Internacionales Abiertos en Vídeo. Glusberg impulsó estos eventos con innovadores modelos de exposiciones itinerantes de bajo costo, utilizando medios reproducibles y de bajo coste. En 1985 fundó la Bienal Internacional de Arquitectura de Buenos Aires.
Fue autor y editor de varios libros sobre arquitectura, diseño y arte en Latinoamérica. Ha sido profesor en universidades como la Universidad de Nueva York, la Universidad Estatal Ball, la Universidad Nacional de San Antonio Abad del Cusco y la Universidad Veracruzana. Recibió el Premio Konex a las humanidades en 1986.